# Gaston Conen de Saint-Luc
Pour les autres membres de la famille, voir famille Conen de Saint-Luc.
Gaston Conen de Saint-Luc, comte, né le 15 avril 1840 à Quimper, décédé le 20 novembre 1920 à Landudec (Finistère) fut propriétaire exploitant agricole, président du comice agricole de Plogastel-Saint-Germain, conseiller général du canton de Plogastel, député du Finistère de 1885 à 1889, conservateur-monarchiste, siégeant à l'Union des droites.

## Biographie
Gaston Conen de Saint-Luc est un descendant de la famille Conen de Saint-Luc dont plusieurs membres ont laissé une trace importante dans l'histoire. Il est le petit-fils de Athanase Conen de Saint-Luc qui fut à plusieurs reprises député et préfet entre 1811 et 1830 et le fils de Fortuné Athanase Jean Marie Conen de Saint-Luc (né le 1er janvier 1808 au château du Bot en Quimerch, décédé le 27 octobre 1848 à Nantes) et de Rosalie d'Andigné de Mayneuf (née le 11 juillet 1814 à Angers, décédée le 27 avril 1899). Il hérite en 1847 du château du Guilguiffin  en Landudec, bien de famille de ses grands-parents maternels, les de Plœuc. Il se marie en 1891 avec Marie-Emma Fuchs, d'origine alsacienne, veuve de son frère Émile Marie Conen de Saint-Luc, et n'a pas eu d'enfants. À sa mort, c'est un neveu par alliance, le baron Maximilien André Foy, qui hérite du château du Guiguiffin (ce dernier fut maire de Landudec).
Gaston Conen de Saint-Luc fut aussi un érudit, qui a laissé de nombreux travaux sur l’histoire de Landudec et des communes avoisinantes (Mahalon, etc.).

## Carrière politique
Pendant la guerre de 1870-1871, il est capitaine des gardes mobiles du Finistère.
Lors des élections du 4 novembre 1885 au scrutin de liste, il est élu député du Finistère sur la liste des conservateurs-monarchistes. Il siégea à droite, ne monta jamais à la tribune, se contentant de voter constamment avec la minorité conservatrice contre les différents gouvernements de gauche alors au pouvoir, votant entre autres contre l'expulsion des princes membres de la famille royale du territoire national, contre la loi militaire, contre les poursuites visant trois députés membres de la Ligue des patriotes, contre les poursuites intentées au général Boulanger et contre le projet de loi Lisbonne restrictif de la liberté de la presse.
Lors des élections législatives de 1889, il ne se représenta pas car il était attaché au scrutin de liste et refusa la réforme du scrutin uninominal. En 1894, il fut dans le Finistère candidat aux élections sénatoriales sur la liste conservatrice, mais ce fut la liste républicaine qui l'emporta.

## Armoiries
| Armes | Famille Conen de Saint-Luc |
| ----- | --- |
|       | D'argent coupé d'or, un lion l'un dans l'autre, armé, couronné et lampassé de gueules. Devise : Qui est sot a son dam Couronne : de marquis Supports : deux lions Il y a là non-respect de la règle de contrariété des couleurs : ces armes sont fautives. |

## Sources
- « Gaston Conen de Saint-Luc », dans Adolphe Robert et Gaston Cougny, Dictionnaire des parlementaires français, Edgar Bourloton, 1889-1891 [détail de l’édition]